# الکساندرا لامی
الکساندرا لامی (فرانسوی: Alexandra Lamy‎؛ زادهٔ ۱۴ اکتبر ۱۹۷۱) هنرپیشه اهل کشور فرانسه است.
او در فیلم‌های لوک خوش‌شانس و بریس از نیس بازی کرده‌است.

## زندگی‌نامه
الکساندرا لامی همسر بازیگر برندهٔ جایزهٔ اسکار ژان دوژاردن بود. خواهر الکساندرا، اودری لامی نام دارد که او هم بازیگر است.